# John Bryce McLeod
John Bryce McLeod (23 de dezembro de 1929) é um matemático britânico. Trabalha com equações diferenciais parciais lineares e não-lineares e equações diferenciais ordinárias.

## Obras
- com Stuart P. Hastings Classical Methods in Ordinary Differential Equations: With Applications to Boundary Value Problems, American Mathematical Society, 2011.